# Kikinda
Kikinda (serbocroata cirílico: Кикинда, en húngaro: Nagykikinda) es una ciudad y municipio situado en el norte de Serbia, en la provincia autónoma de Voivodina. Es la capital del distrito de Banato del Norte.
En 2011 su población era de 59 453 habitantes, de los cuales 38 065 vivían en la ciudad y el resto en las nueve pedanías del municipio. Tres cuartas partes de los habitantes son étnicamente serbios (44 846 habitantes), con minorías de magiares (7270 habitantes) y gitanos (1981 habitantes).
La localidad fue fundada a mediados del siglo XVIII como un pequeño pueblo de serbios del Imperio Habsburgo, en un área en el que existieron varias localidades destruidas durante la invasión otomana. Entre 1774 y 1876, fue la capital del distrito de Velika Kikinda, un área habitada principalmente por serbios que recibió privilegios del Imperio Habsburgo. El reino de Hungría le dio estatus de ciudad en 1893, pero lo perdió en 1918 al incorporarse al reino de los Serbios, Croatas y Eslovenos. Recuperó el estatus urbano en 2016.
Se ubica cerca de la frontera con Rumania, unos 75 km al noreste de la capital provincial Novi Sad y unos 50 km al oeste de la ciudad rumana de Timișoara.

## Pedanías
Además de la ciudad de Kikinda, en el municipio hay nueve pueblos:
- Banatska Topola (incluye la aldea de Vincaid)
- Banatsko Veliko Selo
- Bašaid (incluye la aldea de Bikač)
- Iđoš
- Mokrin
- Nakovo
- Novi Kozarci
- Rusko Selo
- Sajan (en húngaro: Szaján)

## Clima
| Parámetros climáticos promedio de Kikinda (1981–2010, extremos 1961–2010) | Parámetros climáticos promedio de Kikinda (1981–2010, extremos 1961–2010) | Parámetros climáticos promedio de Kikinda (1981–2010, extremos 1961–2010) | Parámetros climáticos promedio de Kikinda (1981–2010, extremos 1961–2010) | Parámetros climáticos promedio de Kikinda (1981–2010, extremos 1961–2010) | Parámetros climáticos promedio de Kikinda (1981–2010, extremos 1961–2010) | Parámetros climáticos promedio de Kikinda (1981–2010, extremos 1961–2010) | Parámetros climáticos promedio de Kikinda (1981–2010, extremos 1961–2010) | Parámetros climáticos promedio de Kikinda (1981–2010, extremos 1961–2010) | Parámetros climáticos promedio de Kikinda (1981–2010, extremos 1961–2010) | Parámetros climáticos promedio de Kikinda (1981–2010, extremos 1961–2010) | Parámetros climáticos promedio de Kikinda (1981–2010, extremos 1961–2010) | Parámetros climáticos promedio de Kikinda (1981–2010, extremos 1961–2010) | Parámetros climáticos promedio de Kikinda (1981–2010, extremos 1961–2010) |
| Mes                                                                       | Ene.                                                                      | Feb.                                                                      | Mar.                                                                      | Abr.                                                                      | May.                                                                      | Jun.                                                                      | Jul.                                                                      | Ago.                                                                      | Sep.                                                                      | Oct.                                                                      | Nov.                                                                      | Dic.                                                                      | Anual                                                                     |
| ------------------------------------------------------------------------- | ------------------------------------------------------------------------- | ------------------------------------------------------------------------- | ------------------------------------------------------------------------- | ------------------------------------------------------------------------- | ------------------------------------------------------------------------- | ------------------------------------------------------------------------- | ------------------------------------------------------------------------- | ------------------------------------------------------------------------- | ------------------------------------------------------------------------- | ------------------------------------------------------------------------- | ------------------------------------------------------------------------- | ------------------------------------------------------------------------- | ------------------------------------------------------------------------- |
| Temp. máx. abs. (°C)                                                      | 17.1                                                                      | 21.4                                                                      | 28.3                                                                      | 30.4                                                                      | 33.7                                                                      | 37.5                                                                      | 40.0                                                                      | 38.9                                                                      | 37.4                                                                      | 29.5                                                                      | 25.3                                                                      | 19.7                                                                      | 40.0                                                                      |
| Temp. máx. media (°C)                                                     | 3.0                                                                       | 5.6                                                                       | 11.7                                                                      | 17.7                                                                      | 23.1                                                                      | 26.0                                                                      | 28.5                                                                      | 28.4                                                                      | 23.5                                                                      | 17.7                                                                      | 10.0                                                                      | 4.1                                                                       | 16.6                                                                      |
| Temp. media (°C)                                                          | -0.2                                                                      | 1.4                                                                       | 6.3                                                                       | 11.9                                                                      | 17.3                                                                      | 20.3                                                                      | 22.3                                                                      | 21.7                                                                      | 16.9                                                                      | 11.6                                                                      | 5.6                                                                       | 1.1                                                                       | 11.3                                                                      |
| Temp. mín. media (°C)                                                     | -3.1                                                                      | -2.3                                                                      | 1.6                                                                       | 6.4                                                                       | 11.3                                                                      | 14.3                                                                      | 15.8                                                                      | 15.5                                                                      | 11.5                                                                      | 6.8                                                                       | 2.1                                                                       | -1.6                                                                      | 6.5                                                                       |
| Temp. mín. abs. (°C)                                                      | -29.8                                                                     | -24.5                                                                     | -15.6                                                                     | -5.9                                                                      | -0.5                                                                      | 4.0                                                                       | 7.1                                                                       | 6.0                                                                       | -1.4                                                                      | -7.7                                                                      | -13.8                                                                     | -22.4                                                                     | -29.8                                                                     |
| Precipitación total (mm)                                                  | 34.3                                                                      | 26.8                                                                      | 33.1                                                                      | 43.8                                                                      | 53.9                                                                      | 75.5                                                                      | 56.1                                                                      | 49.6                                                                      | 50.4                                                                      | 41.1                                                                      | 45.2                                                                      | 46.5                                                                      | 556.3                                                                     |
| Días de precipitaciones (≥ 0.1 mm)                                        | 12                                                                        | 11                                                                        | 11                                                                        | 11                                                                        | 12                                                                        | 12                                                                        | 9                                                                         | 9                                                                         | 10                                                                        | 9                                                                         | 11                                                                        | 14                                                                        | 130                                                                       |
| Días de nevadas (≥ 1 mm)                                                  | 6                                                                         | 6                                                                         | 3                                                                         | 0                                                                         | 0                                                                         | 0                                                                         | 0                                                                         | 0                                                                         | 0                                                                         | 0                                                                         | 2                                                                         | 6                                                                         | 23                                                                        |
| Horas de sol                                                              | 67.8                                                                      | 103.2                                                                     | 154.2                                                                     | 198.3                                                                     | 256.9                                                                     | 275.6                                                                     | 309.3                                                                     | 285.9                                                                     | 207.6                                                                     | 165.7                                                                     | 94.5                                                                      | 58.5                                                                      | 2177.6                                                                    |
| Humedad relativa (%)                                                      | 86                                                                        | 80                                                                        | 71                                                                        | 66                                                                        | 64                                                                        | 66                                                                        | 64                                                                        | 65                                                                        | 71                                                                        | 75                                                                        | 82                                                                        | 87                                                                        | 73                                                                        |
| Fuente: Republic Hydrometeorological Service of Serbia                    |                                                                           |                                                                           |                                                                           |                                                                           |                                                                           |                                                                           |                                                                           |                                                                           |                                                                           |                                                                           |                                                                           |                                                                           |                                                                           |